# Ebenezer Goodfellow
Pour les articles homonymes, voir Goodfellow.
Temple de la renommée : 1963
Ebenezer Ralston Goodfellow, dit Ebbie Goodfellow, (né le 9 avril 1906 à Ottawa au Canada - mort le 10 septembre 1985) est un joueur de hockey sur glace dans la Ligue nationale de hockey de 1928 à 1943. Par la suite, il devient entraîneur.

## Carrière
Il fait toute sa carrière de joueur à Détroit. Après une saison dans le club du Olympique de Detroit, il rejoint la LNH et les Cougars de Detroit qui deviennent les Falcons et enfin les Red Wings. Il est capitaine des Wings en 1934, pour une saison, puis de 1938 à 1942.
Il totalise  324 points (134 buts et 190 passes) en 554 matchs joués et remporte en 1940 le trophée Hart.
Après sa carrière de joueur, il passe, en 1946, derrière le banc des Flyers de Saint-Louis de la Ligue américaine de hockey pour trois saisons, puis il prend le poste d'entraîneur des Black Hawks de Chicago dans la LNH. Il est remercié en 1952 après deux saisons sans séries éliminatoires. Il est admis au Temple de la renommée du hockey en 1963.
Il meurt le 10 septembre 1985 à 78 ans.

## Statistiques

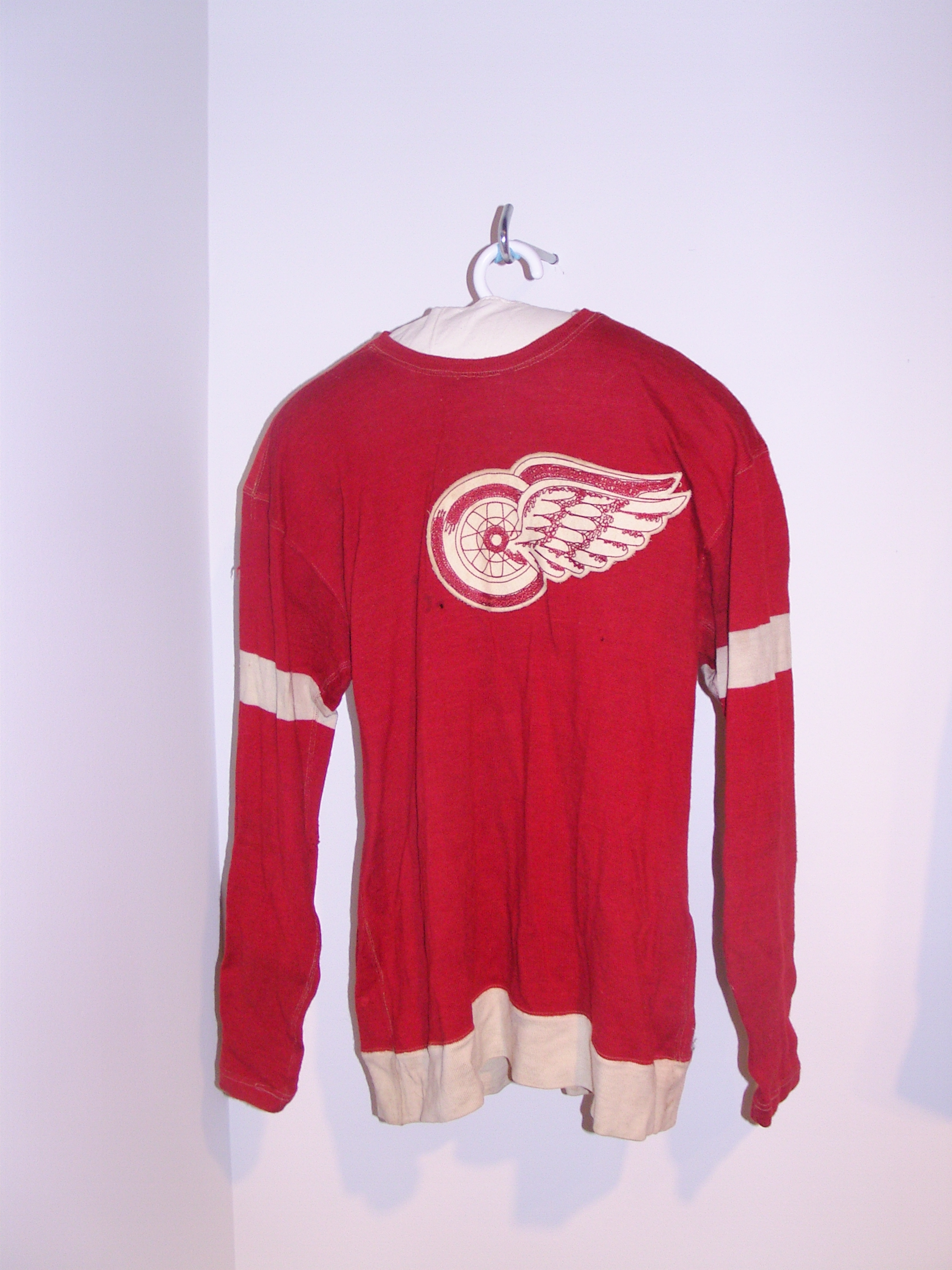
Le chandail des Red Wings dont Ebbie Goodfellow a fait don à la ville d'Ottawa, maintenant intégré à la collection des archives municipales.

| Saison     | Équipe               | Ligue      |     | Saison régulière | Saison régulière | Saison régulière | Saison régulière | Saison régulière |   | Séries éliminatoires | Séries éliminatoires | Séries éliminatoires | Séries éliminatoires | Séries éliminatoires |
| Saison     | Équipe               | Ligue      | PJ  | B                | A                | Pts              | Pun              | PJ               | B | A                    | Pts                  | Pun                  |                      |                      |
| 1928-1929  | Olympics de Détroit  | LCPH       | 0   | 26               | 8                | 34               | 45               |                  |   |                      |                      |                      |                      |                      |
| 1929-1930  | Cougars de Détroit   | LNH        | 44  | 17               | 17               | 34               | 54               |                  |   |                      |                      |                      |                      |                      |
| 1930-1931  | Falcons de Détroit   | LNH        | 44  | 25               | 23               | 48               | 32               |                  |   |                      |                      |                      |                      |                      |
| 1931-1932  | Falcons de Détroit   | LNH        | 48  | 14               | 16               | 30               | 56               |                  |   |                      |                      |                      |                      |                      |
| 1932-1933  | Red Wings de Détroit | LNH        | 40  | 12               | 8                | 20               | 47               | 4                | 1 | 0                    | 1                    | 11                   |                      |                      |
| 1933-1934  | Red Wings de Détroit | LNH        | 48  | 13               | 13               | 26               | 45               | 9                | 4 | 3                    | 7                    | 12                   |                      |                      |
| 1934-1935  | Red Wings de Détroit | LNH        | 48  | 12               | 24               | 36               | 44               |                  |   |                      |                      |                      |                      |                      |
| 1935-1936  | Red Wings de Détroit | LNH        | 48  | 5                | 18               | 23               | 69               | 7                | 1 | 0                    | 1                    | 4                    |                      |                      |
| 1936-1937  | Red Wings de Détroit | LNH        | 48  | 9                | 16               | 25               | 43               | 9                | 2 | 2                    | 4                    | 12                   |                      |                      |
| 1937-1938  | Red Wings de Détroit | LNH        | 29  | 0                | 7                | 7                | 13               |                  |   |                      |                      |                      |                      |                      |
| 1938-1939  | Red Wings de Détroit | LNH        | 48  | 8                | 8                | 16               | 36               | 6                | 0 | 0                    | 0                    | 8                    |                      |                      |
| 1939-1940  | Red Wings de Détroit | LNH        | 43  | 11               | 17               | 28               | 31               | 5                | 0 | 2                    | 2                    | 9                    |                      |                      |
| 1940-1941  | Red Wings de Détroit | LNH        | 47  | 5                | 17               | 22               | 35               | 3                | 0 | 1                    | 1                    | 9                    |                      |                      |
| 1941-1942  | Red Wings de Détroit | LNH        | 8   | 2                | 2                | 4                | 2                |                  |   |                      |                      |                      |                      |                      |
| 1942-1943  | Red Wings de Détroit | LNH        | 11  | 1                | 4                | 5                | 4                |                  |   |                      |                      |                      |                      |                      |
| Totaux LNH | Totaux LNH           | Totaux LNH | 554 | 134              | 190              | 324              | 511              | 43               | 8 | 8                    | 16                   | 65                   |                      |                      |